# Sclethrus macgregori
Sclethrus macgregori là một loài bọ cánh cứng trong họ Cerambycidae.